# Schloßfreiheit

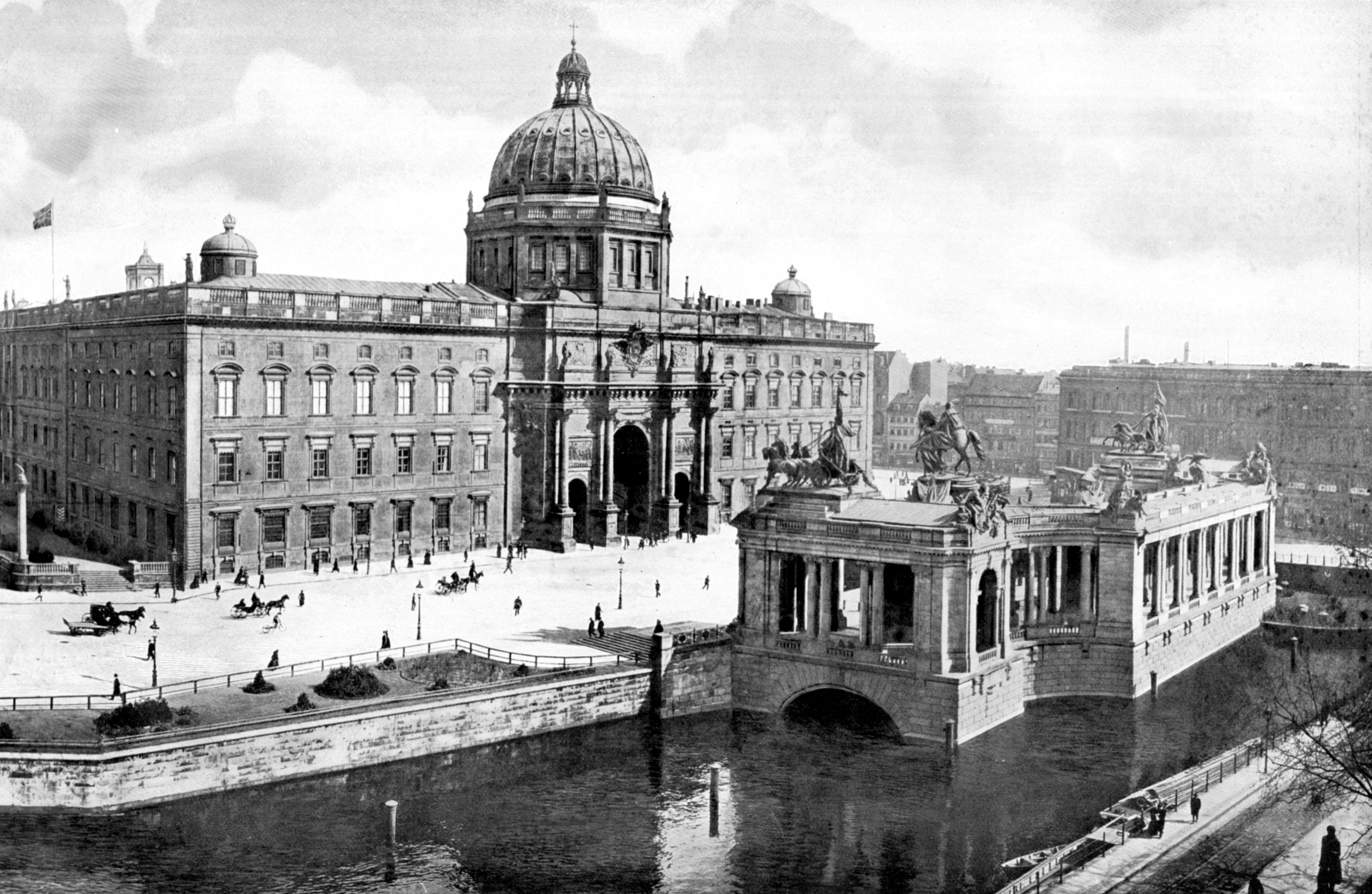
Ansicht der Schloßfreiheit, um 1900

Die Schloßfreiheit im Berliner Ortsteil Mitte war ein Platz auf der Museumsinsel. Begrenzt wurde sie durch den Lustgarten im Nordwesten, das Berliner Schloss im Nordosten, die Straße An der Stechbahn und den Schloßplatz im Südosten sowie das Kaiser-Wilhelm-Nationaldenkmal und den Spreekanal im Südwesten. 1951 wurde sie in den durch die Sprengung des Schlosses entstandenen Marx-Engels-Platz eingegliedert, der 1994 wieder in Schloßplatz umbenannt wurde. Im Zusammenhang mit dem Wiederaufbau des Schlosses als Humboldt Forum soll sie zukünftig wieder den Namen Schloßfreiheit tragen.

## Geschichte

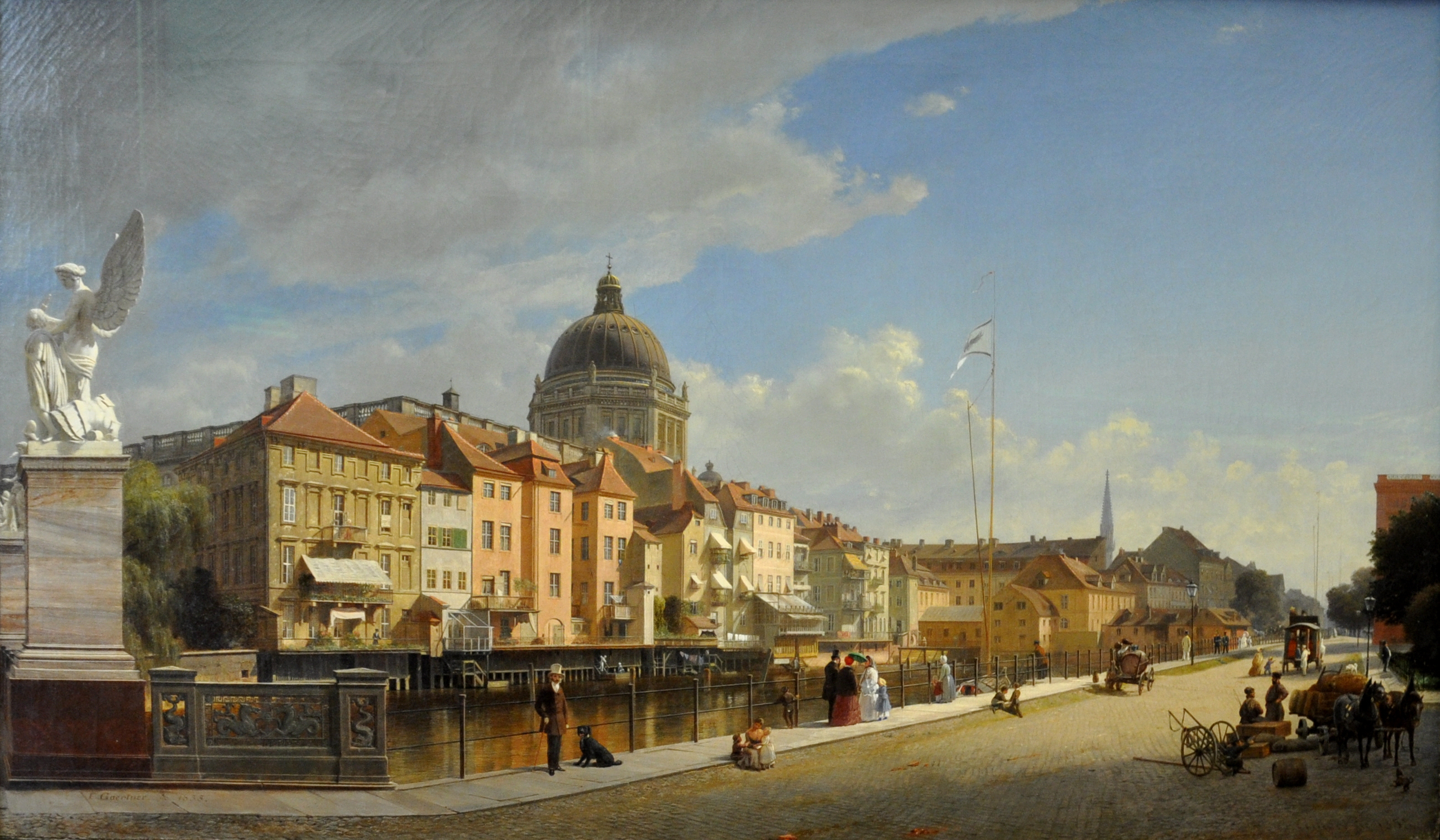
Ansicht der Rückfront der Häuser an der Schloßfreiheit, Gemälde von Eduard Gaertner, 1855

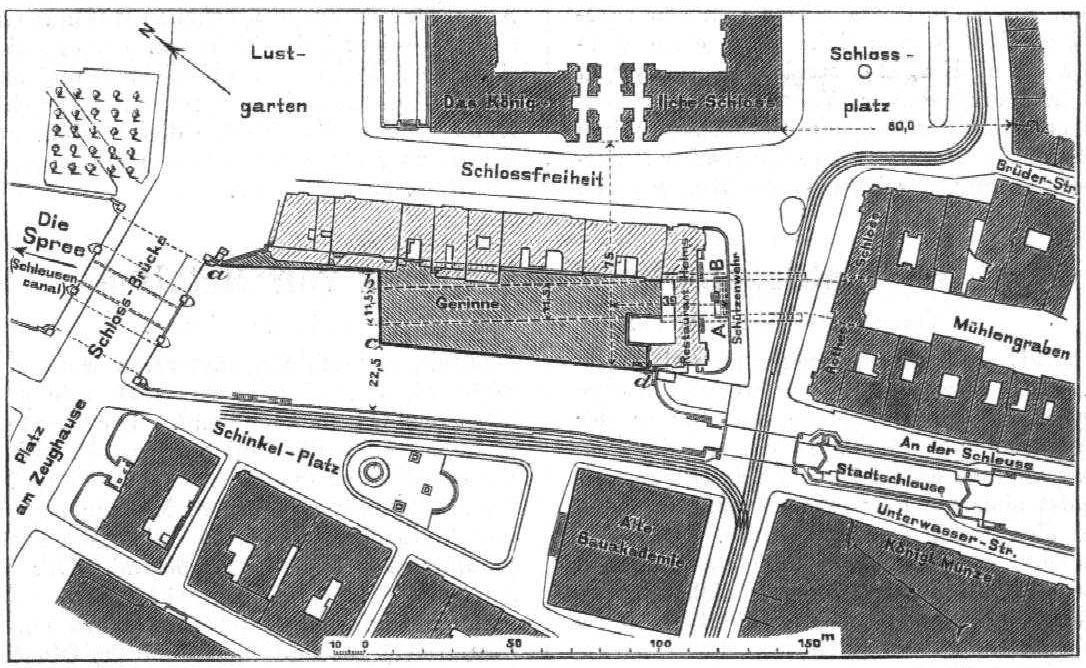
Karte der Schloßfreiheit mit Häusern, 1890

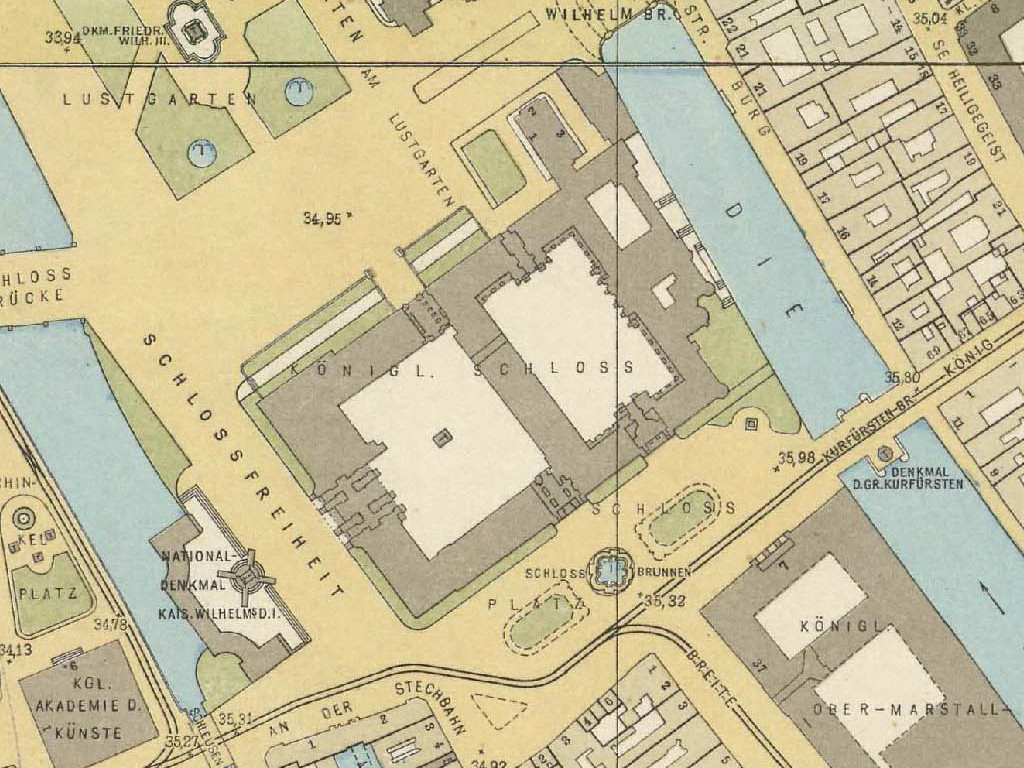
Schloßfreiheit mit Denkmal (links) und Umgebung auf dem Straubeplan, 1910

Da sich Friedrich Wilhelm von Brandenburg (volkstümlich: der Große Kurfürst) mehr Leben am Schloss wünschte, wies er 1671 per Erlass die Bebauung am Ufer des Spreekanals unmittelbar beim Berliner Stadtschloss an. Im Jahr 1672 wurde eine Zeile von zehn Häusern als Schlossfreiheit gebaut. Durch den sumpfigen Untergrund war die Errichtung der Häuser sehr teuer, weshalb der Kurfürst einige Freiheiten gewährte: die Befreiung vom Grundzins, vom Wachdienst und von militärischen Einquartierungen sowie die Gewerbefreiheit. Im Gegenzug erwartete er, dass Personen aus dem Gefolge von Gästen des Hofes untergebracht werden.
In den Häusern wohnten Hofleute und Adlige unter der Rechtsform der Burgfreiheit bis zur Bildung der Königlichen Residenz Berlin im Jahr 1709. Außerdem siedelte sich hier später das Café Josty an sowie das opulente, Richtung Marstall gelegene Café Helms, auch eine Tapetenfabrik ist auf alten Darstellungen zu sehen. Die Gewerbeansiedlungen profitierten wie auch eine nachweisbare Schankwirtschaft, die bereits 1676 eröffnet hatte, von der Gewerbefreiheit. Die Häuser wurden mehrfach erweitert und umgebaut, bestanden aber im Prinzip bis zum Ende des 19. Jahrhunderts. 1844 vereinbarten die Hausbesitzer eine Zahlung von insgesamt 1000 Talern pro Jahr, um sich von der Pflicht der Unterbringung von Gästen des Hofes zu entbinden. Die Lage der Schlossfreiheit war mittlerweile u. a. durch den barocken Ausbau des Schlosses zum Privileg geworden.
Kaiser Wilhelm II. missfielen diese relativ kleinen Häuser, die den Blick auf das Berliner Stadtschloß verstellten, ganz außerordentlich. Für den Bau des Nationaldenkmals für seinen Großvater Kaiser Wilhelm I. wurden sie ab Juni 1894 abgerissen.
Ab 2021 soll hier das geplante Freiheits- und Einheitsdenkmal (volkstümlich: Einheitswippe) stehen.

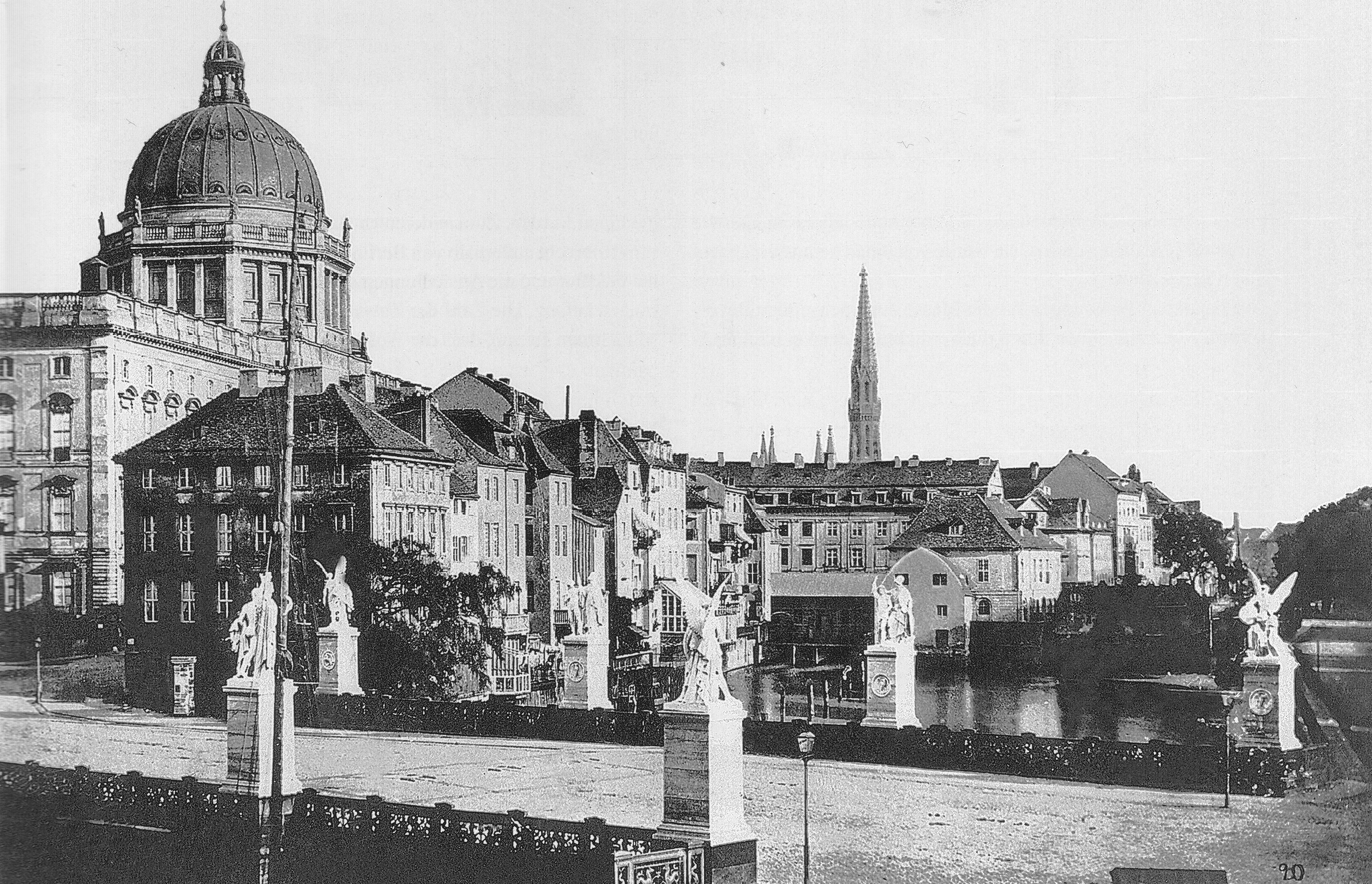
Schloss, Schloßfreiheit, Spreekanal und Schlossbrücke in Berlin; im Hintergrund der Turm der Petrikirche, ca. 1860
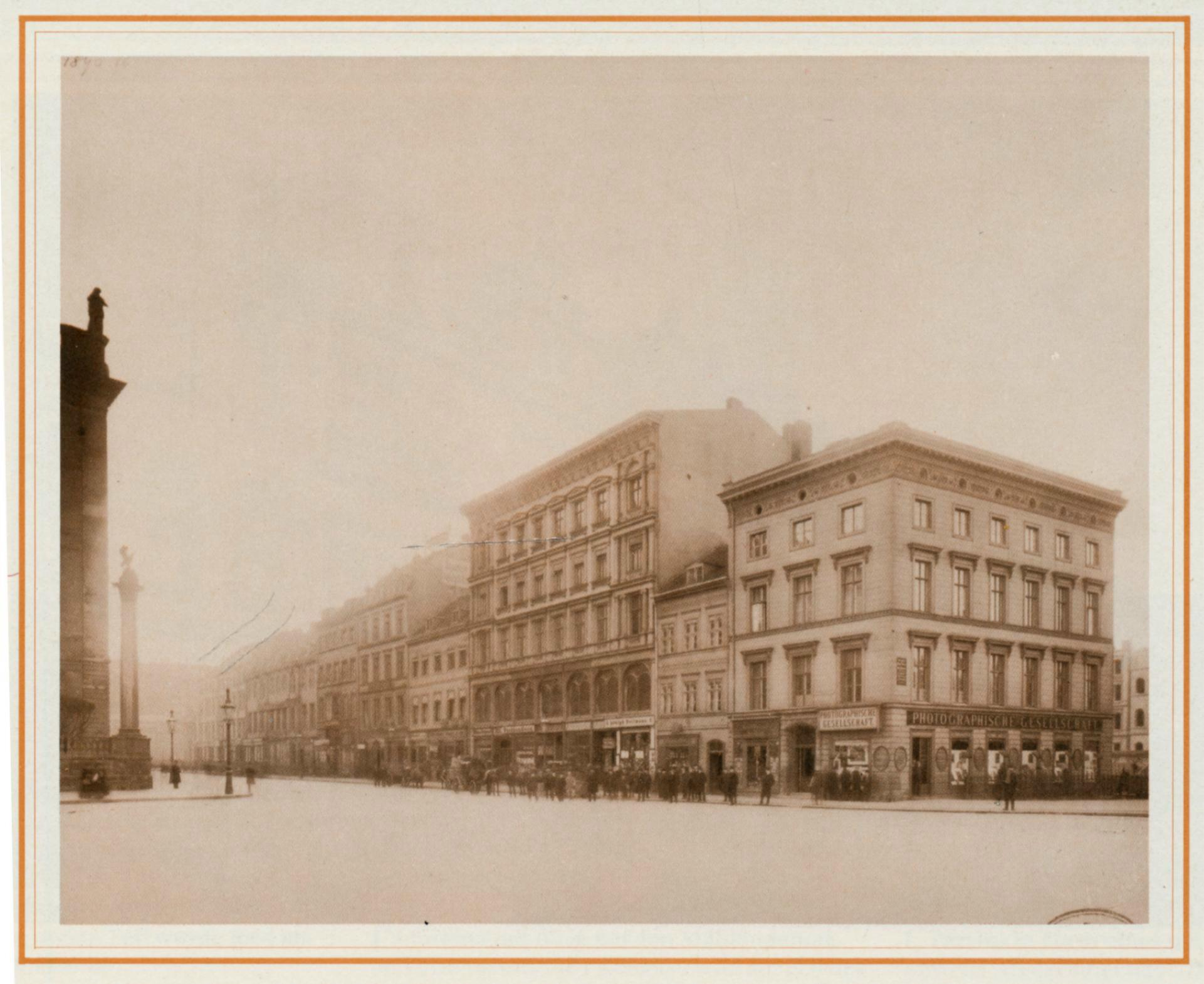
Schloßfreiheit vom Lustgarten, mit Adlersäule, 1895
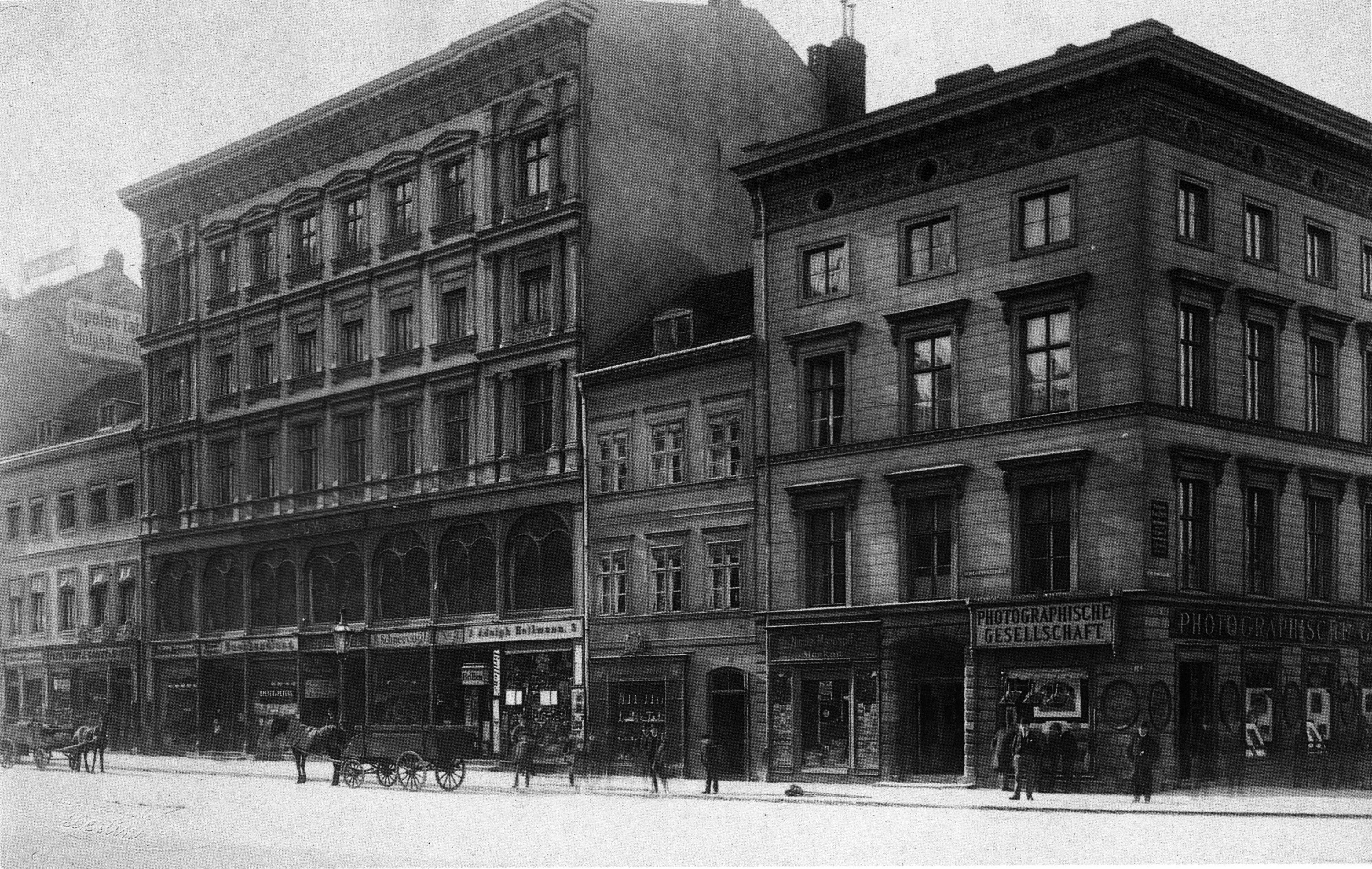
Die Gebäude der Schloßfreiheit, ca. 1892
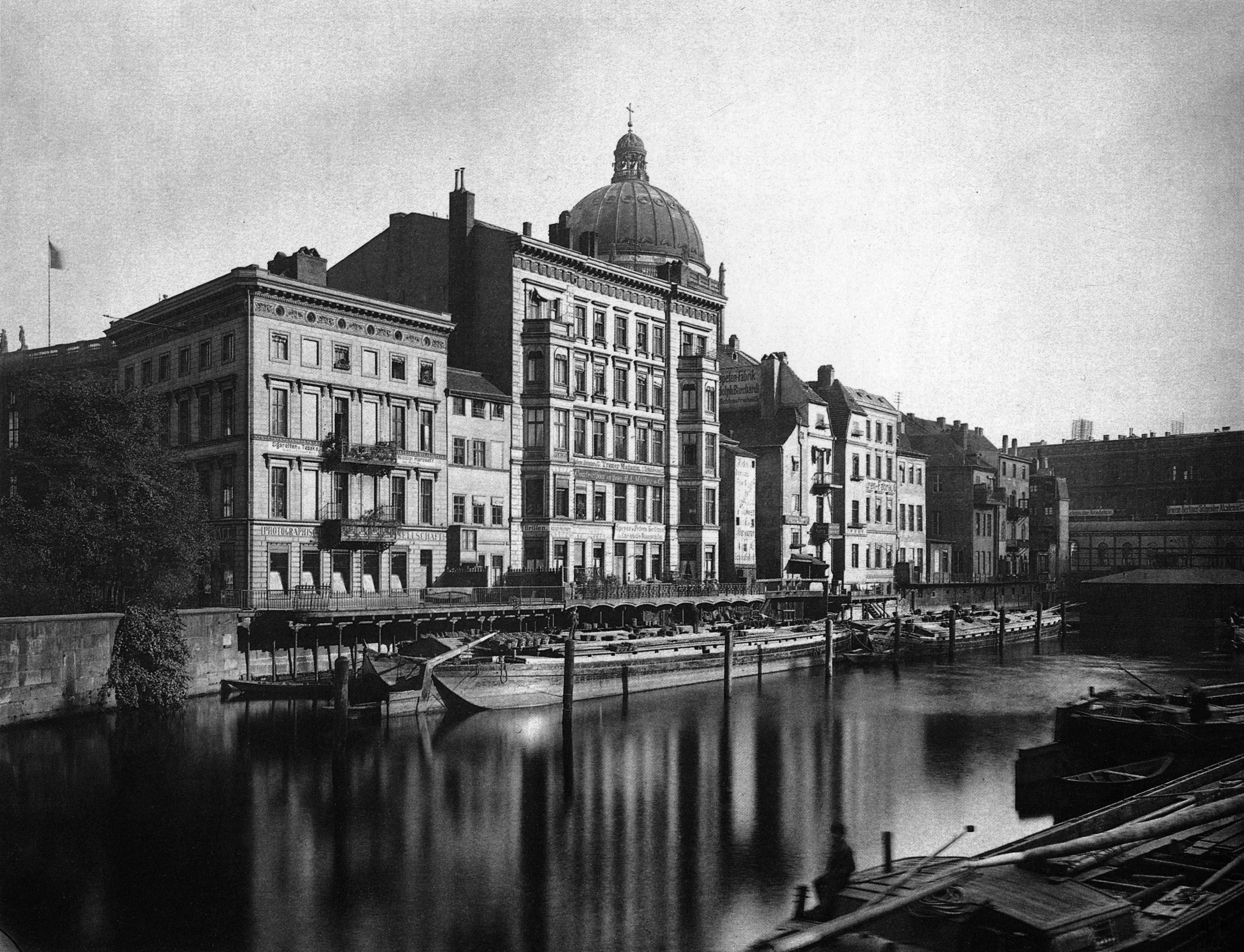
Blick auf den Kupfergraben, dahinter die Gebäude der Schloßfreiheit, die vor dem Stadtschloss standen, ca. 1890
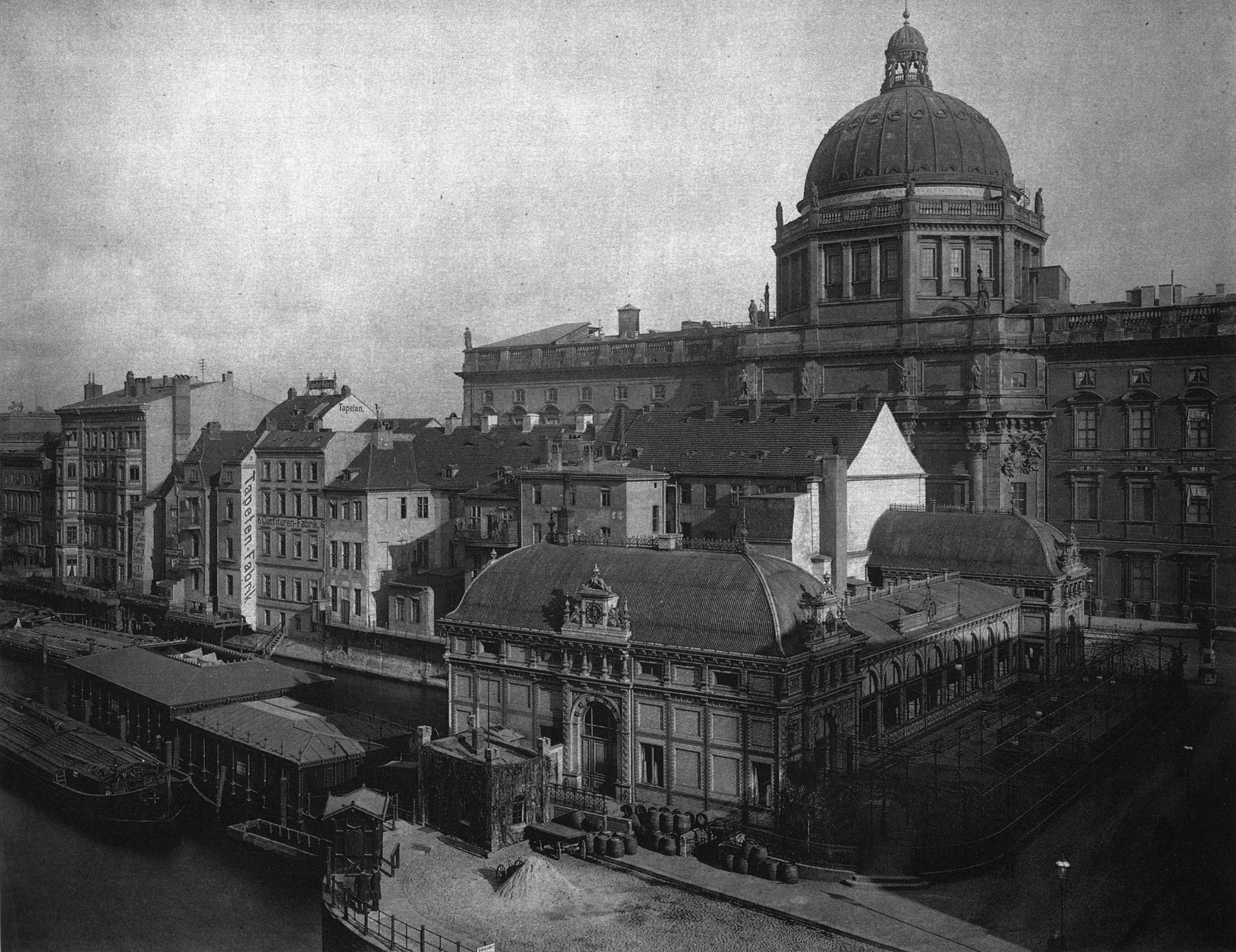
Die Gebäude der Schloßfreiheit vor dem Stadtschloss, im Vordergrund das Café Helms, ca. 1890
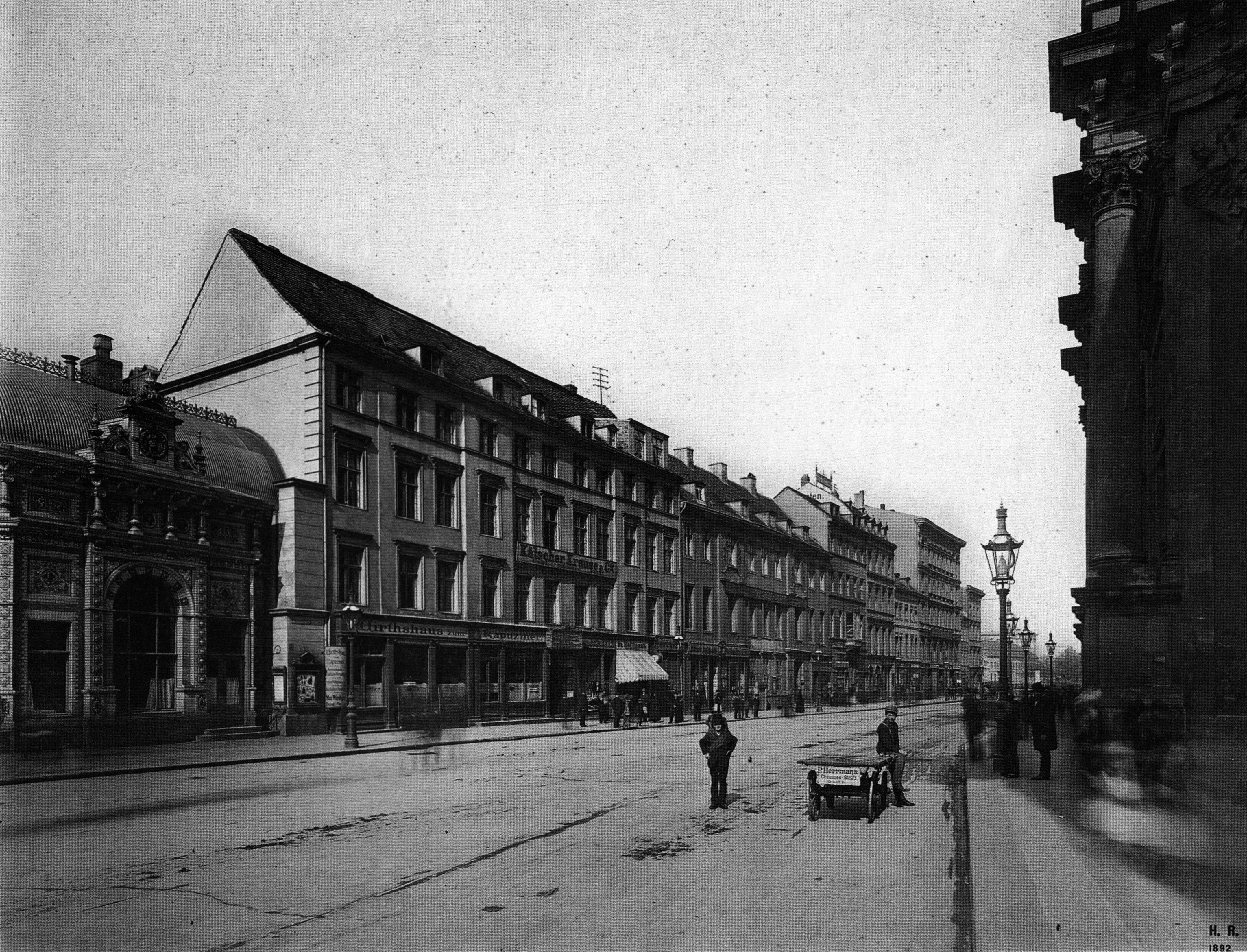
Die Schloßfreiheit vor dem Stadtschloss, ca. 1890
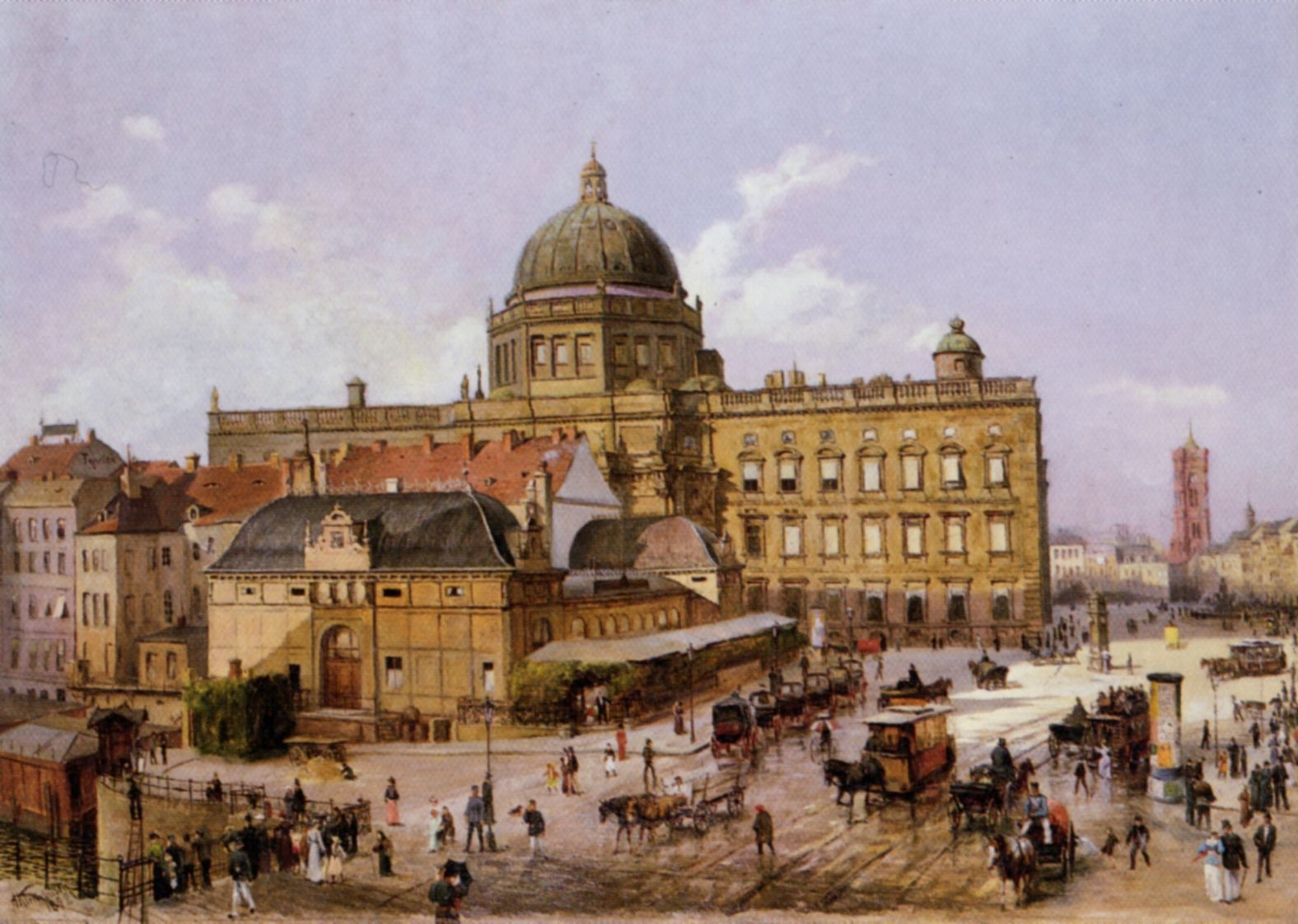
Blick von der Schleusenbrücke zum Schloss, 1892

## Rechtschreibung
Die amtliche Umbenennung wieder in Schloßplatz geschah 1994, also vor der ß-Rechtschreibreform. Zwar müsste es nach dieser Reform Schlossplatz heißen, aber bisher erfolgte keine Änderung des Straßen- bzw. in diesem Fall Platznamen. Ähnliches gilt für weitere Schloß-Phrasen wie beispielsweise Schloßbrunnen, -freiheit, -brücke im Zusammenhang mit dem Berliner Stadtschloss. Diese Eigennamen werden hier so verwendet, wie sie jeweils nach der zu ihrer Zeit gültigen Rechtschreibung verwendet wurden.